# Froidfontaine
Froidfontaine (Waals: Froedfontinne) is een plaats en deelgemeente van de Belgische gemeente Beauraing. Tot 1 januari 1977 was het een zelfstandige gemeente. 
De plaats ligt op een heuvel in de provincie Namen, in het midden van de Pays des Vallées; op loopafstand van de Franse grens. Dit is het gebied waar de Franse grens de Maas volgt. Hierdoor hebben zowel de Belgische staat als de Franse staat weinig in infrastructuur geïnvesteerd en is de natuur en het plattelandsleven er nog erg authentiek. De oude fruitbomen die overal in het dorp staan geven het dorp in de winter en bij de bloei in het voorjaar zijn bijzondere karakter.

## Geschiedenis
Froidfontaine dankt zijn naam aan de bron (Frans: "fontaine") die centraal in het dorp ligt. De geschiedenis van het dorp gaat terug tot in de 10e eeuw. Ten tijde van de heerschap van Tanton was dit dorp zelfs een zeer belangrijke vesting. Het was vooral bekend wegens de enorme (kathedraal)eiken die gebruikt werden in de bouw. In die tijd was er ook een belangrijke kristalproductie. Ten gevolge van een brand is het kasteel van Froidfontaine verloren gegaan en nooit meer opgebouwd. Na de brand in 1647 is de traditionele vakwerkbouwstijl zo goed als verdwenen. Er zijn nog enkele sporen van terug te vinden in de bestaande huizen en tegenover de kerk staat een vakwerkhuis dat nog volledig de oorspronkelijke bouwstijl heeft.

## Demografische ontwikkeling
- Bronnen:NIS, Opm:1831 tot en met 1970=volkstellingen, 1976= inwoneraantal op 31 december